# Matriz (tipografía)

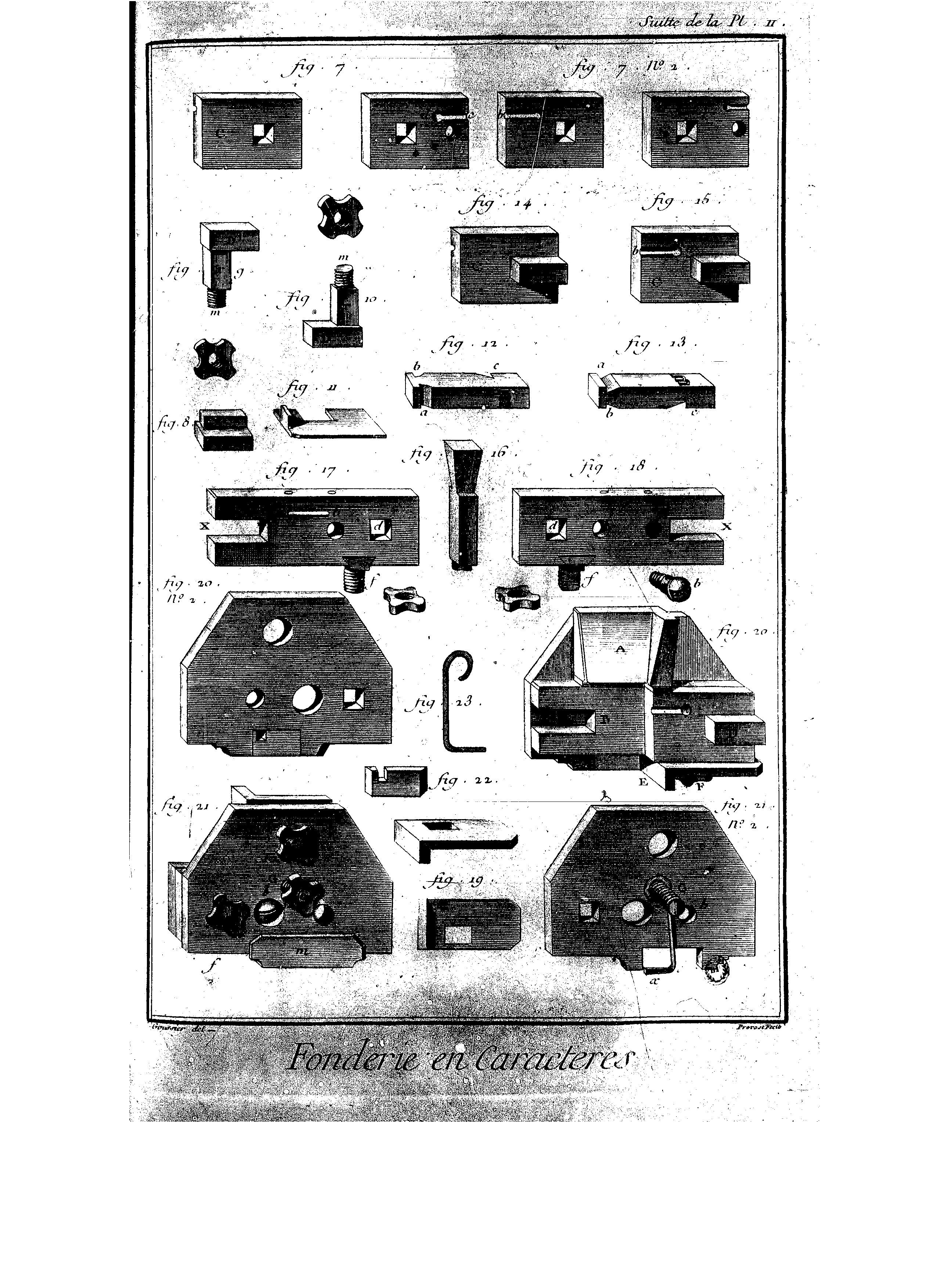
Despiece del molde tradicional de tipos de imprenta, según el Volumen 2 de la Enciclopedia francesa. Las figuras 12 y 13 muestran dos vistas de una matriz.

Se denomina matriz a una pieza normalizada de metal destinada a formar parte del molde de un tipo de imprenta. El proceso tradicional fue inventado por Johannes Gutenberg dentro de un grupo de inventos que constituye la imprenta de tipos móviles.
La matriz se compone por lo general de una pieza prismática de cobre sobre la que se graba la forma en hueco de una letra o signo. Esto se hace por estampación con punzón, y más recientemente por procedimientos electroquímicos o mecánicos (mediante un pantógrafo). Esta matriz se sitúa en un molde de forma aproximadamente prismática, de modo que constituye el extremo que lo cierra por su parte inferior. En la matriz el dibujo está grabado en su posición natural o a derechas, mientras que en el punzón y en el tipo móvil la letra está invertida en simetría especular, para poder producir una impresión correcta. 
El molde del que forma parte la matriz puede ser manual, automático, o formar parte de una máquina de componer como la Linotipia o la Monotipia. En los procedimientos automáticos la matriz suele ser considerablemente distinta que en el procedimiento manual.

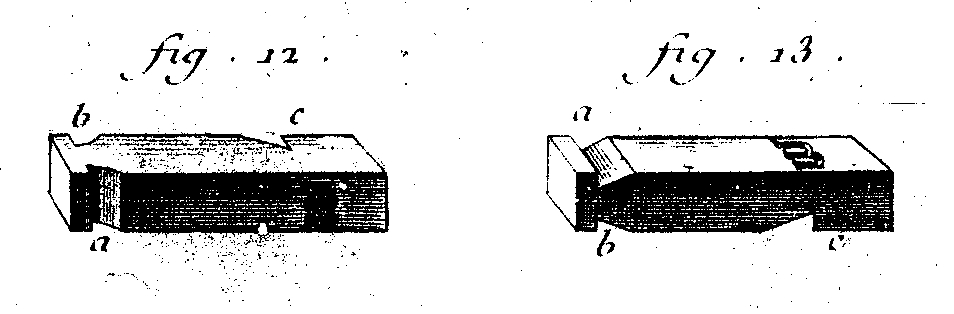
Detalle de las figuras 12 y 13, vistas de una matriz.